# Gerbo
Gerbo (ou Garbo) est un woreda de l'est de l'Éthiopie situé dans la zone Nogob de la région Somali. Ce district a 25 082 habitants en 2007, son centre administratif est Gerbi.
Les woredas Hararey et Horshagah s'en détachent récemment.

## Situation et évolution
- Gerbo.

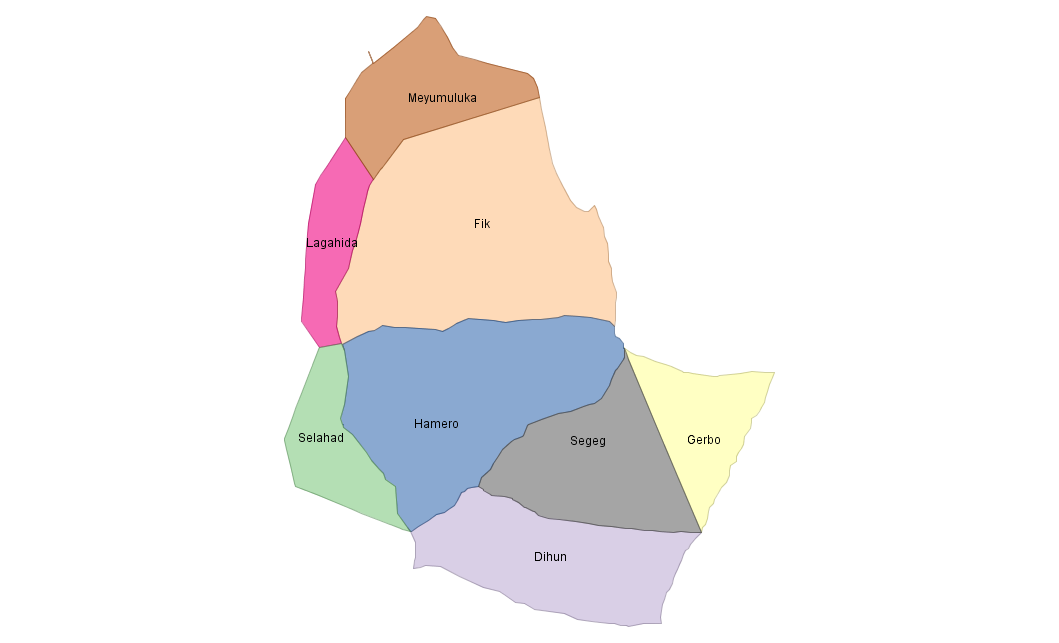
Composition initiale de la zone Fiq.
Gerbo.

Extrémité orientale de la zone Fiq puis de la zone Nogob, Gerbo est limitrophe de la zone Degehabur ou Jarar,.
Initialement peu étendu et loin de la zone Gode, le district s'agrandit largement vers le sud et vers l'est au moment du recensement de 2007 aux dépens des anciennes zones Degehabur et Gode. C'est de cet agrandissement datant des années 2000 que les nouveaux woredas Hararey et Horshagah se détachent à la fin des années 2010 ou au plus tard en 2020.
| Segeg   | Degehamedo |           |
| Dihun   | Gerbo      | Burqod    |
| Hararey |            | Horshagah |

La ville de Gerbi ou Garbo se trouve environ 120 km au sud-ouest de Degehabur.
Des localités appelées Hararey (en somali : Xaraarey) et Horshagah (en somali : Hora-shagax) se trouvent dans un rayon d'une quarantaine de kilomètres au nord d'Elwayne et de Danan,,.

## Population
Le district est principalement habité par le sous-clan Mohamed Zubeir du clan Ogaden[réf. souhaitée].
Le recensement national de 2007 est réalisé par l'Agence centrale de statistique d'Éthiopie dans le grand périmètre comprenant Hararey et Horshagah. Le district compte ainsi 45 413 habitants dont 15 % de citadins qui sont les 6 742 habitants de Gerbi.
Presque tous les habitants sont musulmans.
En 2022, la population est estimée sur le même périmètre à 66 476 personnes avec une densité de population de moins de onze personnes par km2 et 6 319 km2 de superficie.
Cependant Gerbo n'occupe plus que 3 129 km2 en 2021, ses nouveaux voisins Hararey et Horshagah faisant respectivement 1 567 km2 et 2 354 km2 de superficie. Les quelques 700 km2 ajoutés par rapport au périmètre 2007 viennent vraisemblablement du woreda Danan aux dépens de la zone Shabelle[réf. souhaitée].